# Ulrich Seelemann
Ulrich Seelemann (* Dezember 1951 in Hamburg) war ein deutscher Jurist. Er war von 2005 bis 2015 Konsistorialpräsident im Evangelischen Konsistorium der Evangelischen Kirche Berlin-Brandenburg-schlesische Oberlausitz.
Nach seinem Abitur am Johanneum in Hamburg-Winterhude studierte er an der Universität Hamburg Jura. Von 1978 bis 1993 war er als Richter am Hanseatischen Oberlandesgericht in Hamburg tätig. 1990 arbeitete er in einer Abordnung im Bundesministerium der Justiz am Einigungsvertrag mit. 1993 wechselte er in den Kirchenkreis Alt-Hamburg. Dort bekleidete er den Posten des Amtsleiters.